# Diego Bianchi
Diego Bianchi, également connu sous le pseudonyme de Zoro (né le 28 octobre 1969 à Rome) est un acteur, un réalisateur et un présentateur de télévision italien.

## Biographie
En 2014, Diego Bianchi réalise le film Arance & martello présenté à la Mostra de Venise 2014.
Il présente l'émisssion Propaganda Live sur LA7.